# Hydroporus oasis
Hydroporus oasis är en skalbaggsart som beskrevs av Wewalka 1992. Hydroporus oasis ingår i släktet Hydroporus och familjen dykare. Inga underarter finns listade i Catalogue of Life.